# Carl-Otto Meurling
Carl-Otto Axel Meurling, född den 29 april 1886 i Ekeby församling, Östergötlands län, död den 13 mars 1969 i Norrköping, var en svensk militär och företagsledare. Han var son till Carl Meurling, måg till Jacob Lundahl och far till Sten Meurling.
Meurling avlade studentexamen i Jönköping 1906. Han blev underlöjtnant vid Vendes artilleriregemente 1908 och löjtnant där 1912. Meurling genomgick Artilleri- och ingenjörhögskolans högre kurs 1912–1914 och Kungliga Tekniska högskolan 1915–1916. Han befordrades till kapten 1923, övergick till reservstat 1924 och till Fälttygkårens reserv 1939. Meurling blev chefsassistent 1920 och var disponent 1934–1951 vid Sveriges Litografiska Tryckeriers förpackningsaktiebolag i Norrköping. Han blev riddare av Svärdsorden 1934 och av Vasaorden 1945. Meurling vilar på Klockrike kyrkogård.